# Wooster, Ohio
Wooster [ˈwʊstər] är administrativ huvudort i Wayne County i delstaten Ohio. Orten har fått sitt namn efter militären David Wooster. Enligt 2010 års folkräkning hade Wooster 26 119 invånare. Wooster är säte för College of Wooster.